# Administração Civil Israelita
A Administração Civil (em hebraico:  המנהל האזרחי, Ha-Minhal ha-Ezrahi), é a instituição governamental de Israel que opera na Cisjordânia. Foi estabelecida pelo governo de Israel em 1981, para levar a cabo funções burocráticas de ordem prática no interior dos territórios ocupados por Israel desde 1967. A Administração Civil faz parte de uma entidade mais abrangente conhecida como Coordenação das Actividades Governamentais nos Territórios, a qual é uma unidade do Ministério da Defesa de Israel. A criação da Administração Civil para a Cisjordânia e Faixa de Gaza foi incluída nos acordos de Camp David assinados pelo Egito e Israel em 1978. Os Acordos de Camp David não incluíram na discussão as questões referentes aos territórios reclamados pelos palestinos a Organização para a Libertação da Palestina (OLP). Através da implementação dos Acordos de Oslo aceitos por Israel e pela OLP, a Administração Civil transferiu algumas das suas competências de governação para a OLP em 1994. Desde 1994, a Administração Civil tem concentrado maioritariamente a sua atividade em assuntos envolvendo a emissão de vistos de trânsito. Com a implementação do plano unilateral de desinteresse na Faixa de Gaza em 2005, a Administração Civil passou a exercer a sua autoridade exclusivamente na Cisjordânia.